# Sanet y Negrals
Sanet y Negrals (katalanisch Sanet i els Negrals) ist eine spanische Gemeinde (municipio) in der Provinz Alicante mit einer Bevölkerung von 722 Einwohnern (Stand: 2024).

## Lage
Sanet y Negrals liegt etwa 80 Kilometer nordöstlich von Alicante und etwa 85 Kilometer südsüdöstlich von Valencia in einer Höhe von 80 m nahe der Mittelmeerküste.

## Geschichte

### Bevölkerungsentwicklung
| Jahr      | 1970 | 1981 | 1991 | 2001 | 2011 | 2021 |
| Einwohner | 581  | 606  | 548  | 595  | 660  | 734  |

## Sehenswürdigkeiten
- Annenkirche
- Kapelle

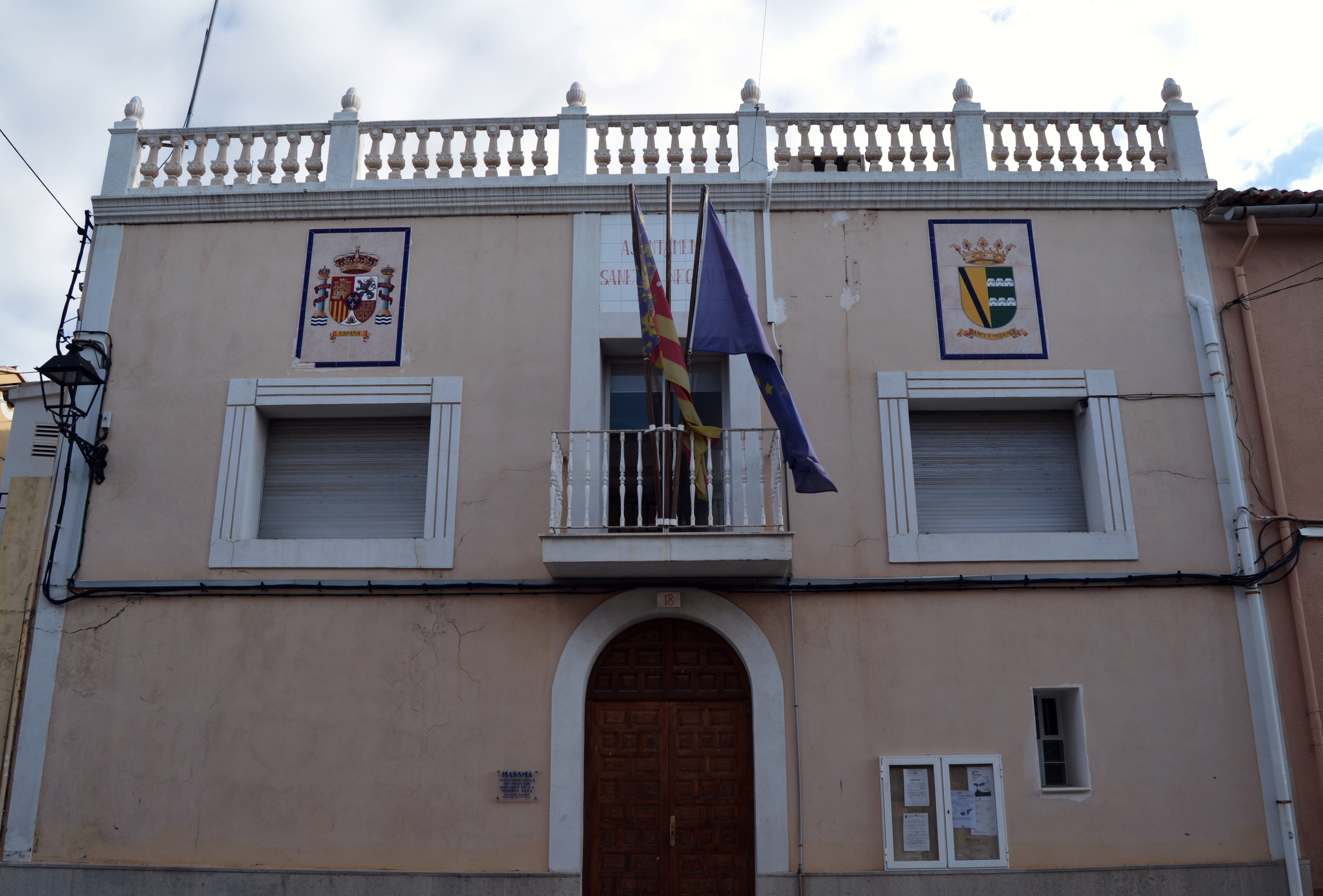
Rathaus

## Persönlichkeiten
- Kiko Femenía (* 1991, eigtl. Francisco Femenía Far), Fußballspieler